# Estação Mixcoac
A Estação Mixcoac é uma das estações do Metrô da Cidade do México, situada na Cidade do México, entre a Estação San Antonio, a Estação Barranca del Muerto e a Estação Insurgentes Sur. Administrada pelo Sistema de Transporte Colectivo, é uma das estações terminais da Linha 12, além de fazer parte da Linha 7.
Foi inaugurada em 19 de dezembro de 1985. Localiza-se no cruzamento da Avenida Revolución com o Eixo 7 Sur e a Rua Benvenuto Cellini. Atende o bairro Pasteros, situado na demarcação territorial de Benito Juárez. A estação registrou um movimento de 13.282.980 passageiros em 2016.